# Adolfo Ruiz Cortines
Adolfo Tomás Ruiz Cortines (phát âm tiếng Tây Ban Nha: [aðolfo rwis kortines], ngày 30 tháng 12 năm 1890 - ngày 3 tháng 12 năm 1973) là Tổng thống Mexico từ năm 1952 đến năm 1958, đại diện cho Đảng cách mạng thể chế (PRI). Ông là một trong những vị tổng thống lâu đời nhất của Mexico, có lẽ tốt nhất là nhớ về việc cho phép phụ nữ quyền bầu cử trong các cuộc bầu cử tổng thống và kích thích nền kinh tế Mexico.
Adolfo Ruiz Cortines sinh ngày 30 tháng 12 năm 1890 tại bang Veracruz. Cha mẹ của ông là Adolfo Ruiz Tejada (1859-1890), thống đốc Veracruz vào thời điểm đó, và María Cortines Cotera (1859-1932). Cha của Ruiz, Adolfo Ruiz Tejada, đã chết khi còn trẻ. Sau đó Adolfo được mẹ nuôi dưỡng và nuôi dạy.